# بارتهی، پنجاب
بارتهی (به انگلیسی: Barthi) یک روستا در پاکستان است که در ناحیه دیره غازی خان واقع شده‌است. بارتهی ۴۳۹ متر بالاتر از سطح دریا واقع شده‌است.